# Najdek (Lodhéřov)
Najdek (německy Neudeck) je malá vesnice, část obce Lodhéřov v okrese Jindřichův Hradec v Jihočeském kraji. Nachází se asi dva kilometry severně od Lodhéřova. Je zde evidováno 28 adres. V roce 2011 zde trvale žilo 23 obyvatel.
Najdek leží v katastrálním území Najdek u Lodhéřova o rozloze 3,83 km².

## Historie
První písemná zmínka o vesnici pochází z roku 1628.

## Obyvatelstvo
| Rok            | 1869 | 1880 | 1890 | 1900 | 1910 | 1921 | 1930 | 1950 | 1961 | 1970 | 1980 | 1991 | 2001 | 2011 | 2021 |
| -------------- | ---- | ---- | ---- | ---- | ---- | ---- | ---- | ---- | ---- | ---- | ---- | ---- | ---- | ---- | ---- |
| Počet obyvatel | 222  | 220  | 184  | 151  | 155  | 137  | 153  | 79   | 72   | 70   | 17   | 14   | 24   | 23   | 22   |
| Počet domů     | 30   | 34   | 34   | 33   | 33   | 37   | 37   | 27   | 20   | 20   | 8    | 18   | 21   | 24   | 24   |

## Obecní správa
Při sčítání lidu v letech 1850–1912 Najdek byl osadou obce Lodhéřov v okrese Jindřichův Hradec. V letech 1913–1959 byl samostatnou obcí, se kterým patřil nejprve do okresu Jindřichův Hradec, ale v roce 1950 v okrese Kamenice nad Lipou. Od roku 1960 je opět částí obce Lodhéřov v okrese Jindřichův Hradec.

## Galerie

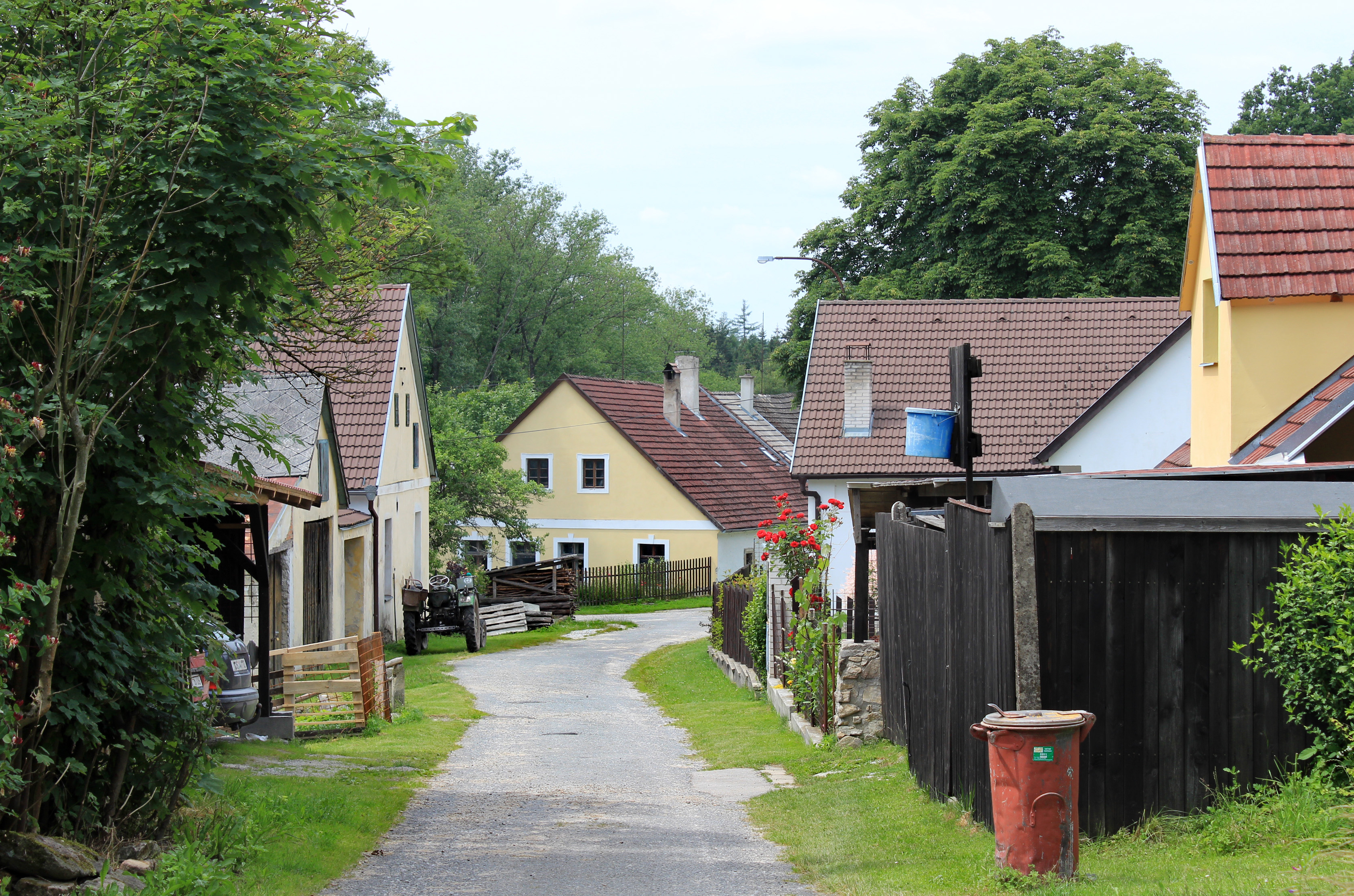
Postranní ulice
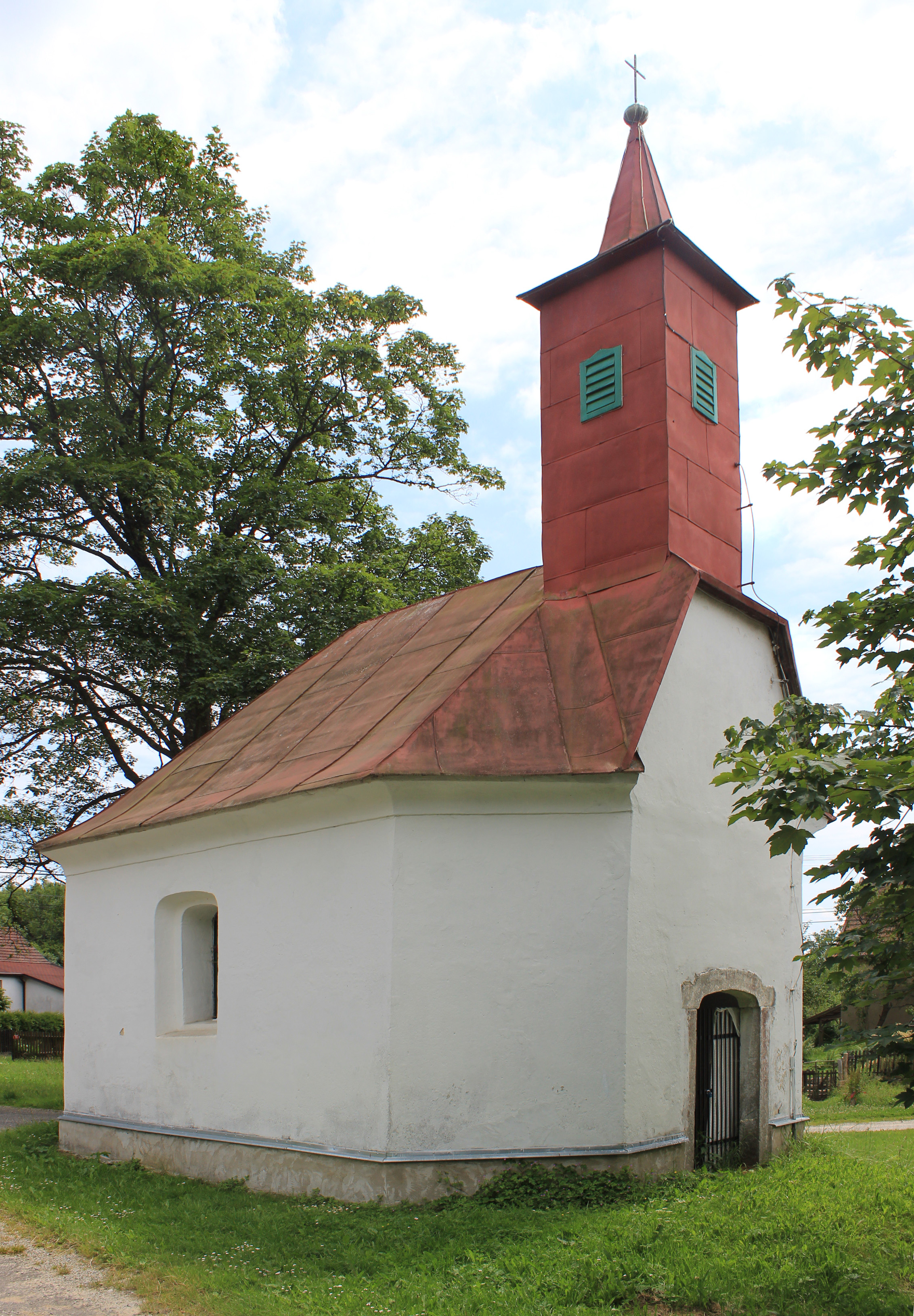
Kaple
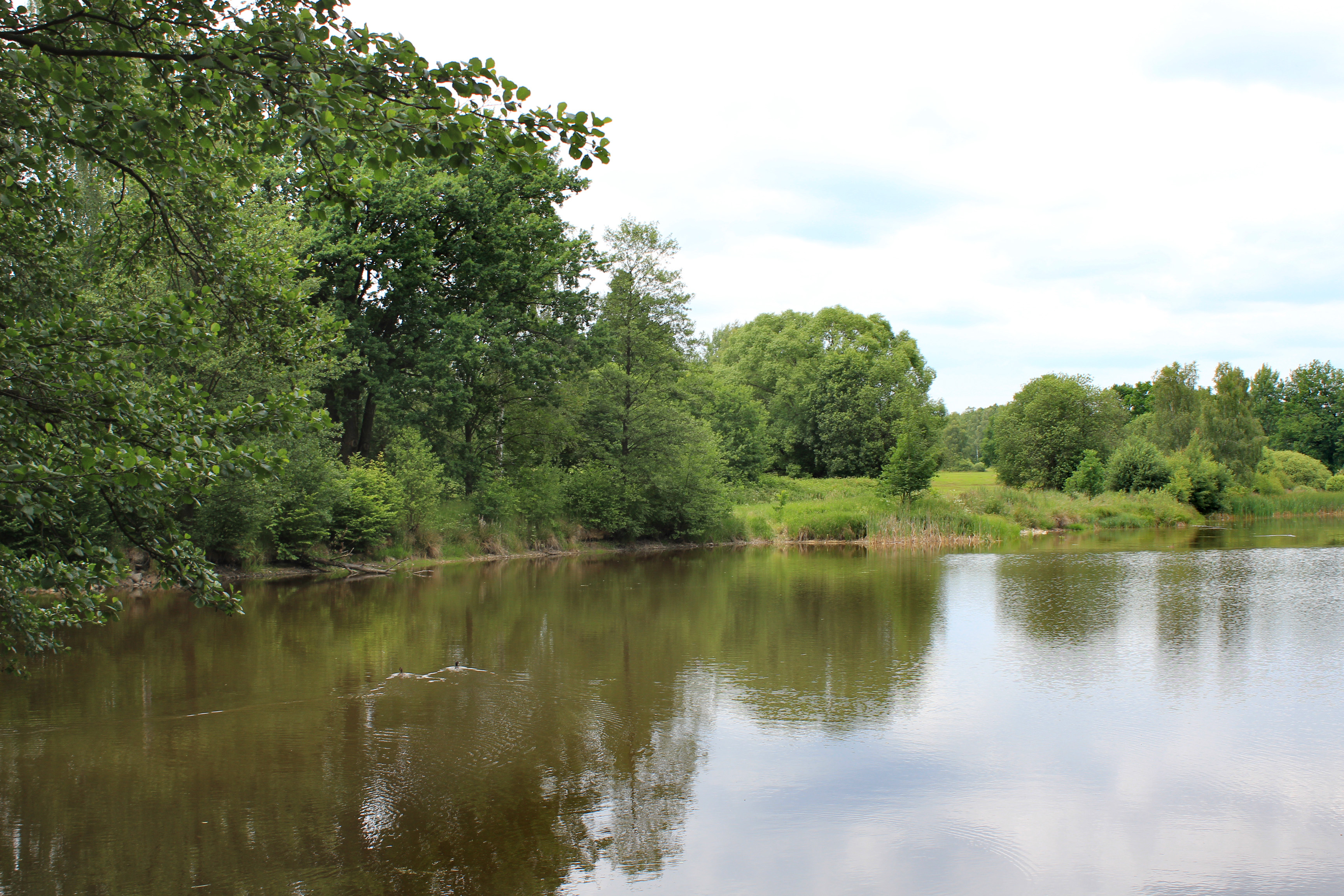
Rybník Mládenec pod vsí